# Ярославка (Бердичівський район)
Яросла́вка — село в Україні, у Вчорайшенській сільській громаді Бердичівського району Житомирської області. Населення становить 269 осіб.

## Історія
У 1923—54 роках — адміністративний центр колишньої Ярославківської сільської ради Вчорайшенського району.
До 1932 року в Ярославці Ружинського району Київської області мешкало близько 1500 осіб.
Одна з найстрашніших сторінок історії українського народу — Голодомор 1932—1933 років — не обминула й село Ярославку. Розпочався голод у Ярославці 1932 року. З району надійшла вказівка, щоб вирощений урожай збіжжя до граму здати державі, а до тих, хто не здасть, буде застосована «диктатура пролетаріату». Не встигли виконати цього зобов'язання, як надійшло інше страшне розпорядження про додаткове пограбування. Вказівка «батька» всіх народів була виконана. З району приїхали виконавці і разом з сільськими «активістами» взялися до роботи. В селі на них казали «трясуни», бо ж трусили, перетрушували все, що потрапляло під руки, шукаючи в людей залишки хліба. Від голоду померло близько 750 мешканців села, з загального числа померлих від голодомору на сьогодні встановлено імена лише 323 ярославців.
1935 року село увійшло до складу Вчорайшенського району Житомирської області, а після адмінреформи 1957 року Ярославка знов у складі Ружинського району, але вже Житомирської області.
Під час археологічних розкопок поблизу Ярославки виявлено давньоруський курганний могильник.

## Релігія
В селі діє церква святої Анни (УПЦ КП).

## Пам'ятники
В селі відкрито 1991 року відкрито три пам'ятники жертвам Голодомору 1932—1933 років. Один з них при вході на сільський цвинтар, на місці масового поховання жертв Голодомору 1932—1933 років, встановлений пам'ятний знак — обеліск із чорного граніту. Великий хрест встановлений на насипу біля перших колективних поховань, на так званому, Голодному цвинтарі — 300 душ — жертв голоду і напис: «Народна пам'ять жителям с. Ярославки, що померли від голоду та репресій 1933—1937 років…».

## Населення

### Мова
Розподіл населення за рідною мовою за даними перепису 2001 року:
| Мова            | Кількість | Відсоток |
| --------------- | --------- | -------- |
| українська      | 262       | 97.40%   |
| російська       | 4         | 1.49%    |
| румунська       | 1         | 0.37%    |
| інші/не вказали | 2         | 0.74%    |
| Усього          | 269       | 100%     |

## Відомі люди
- Ковбасюк Юрій Васильович — український науковець, економіст, президент Національної академії державного управління при Президентові України (2009—2016)[12].